# Ciöcc
CIÖCC, auch CIOCC, ist ein italienischer Hersteller von Rennrädern und Rennradrahmen.

## Geschichte

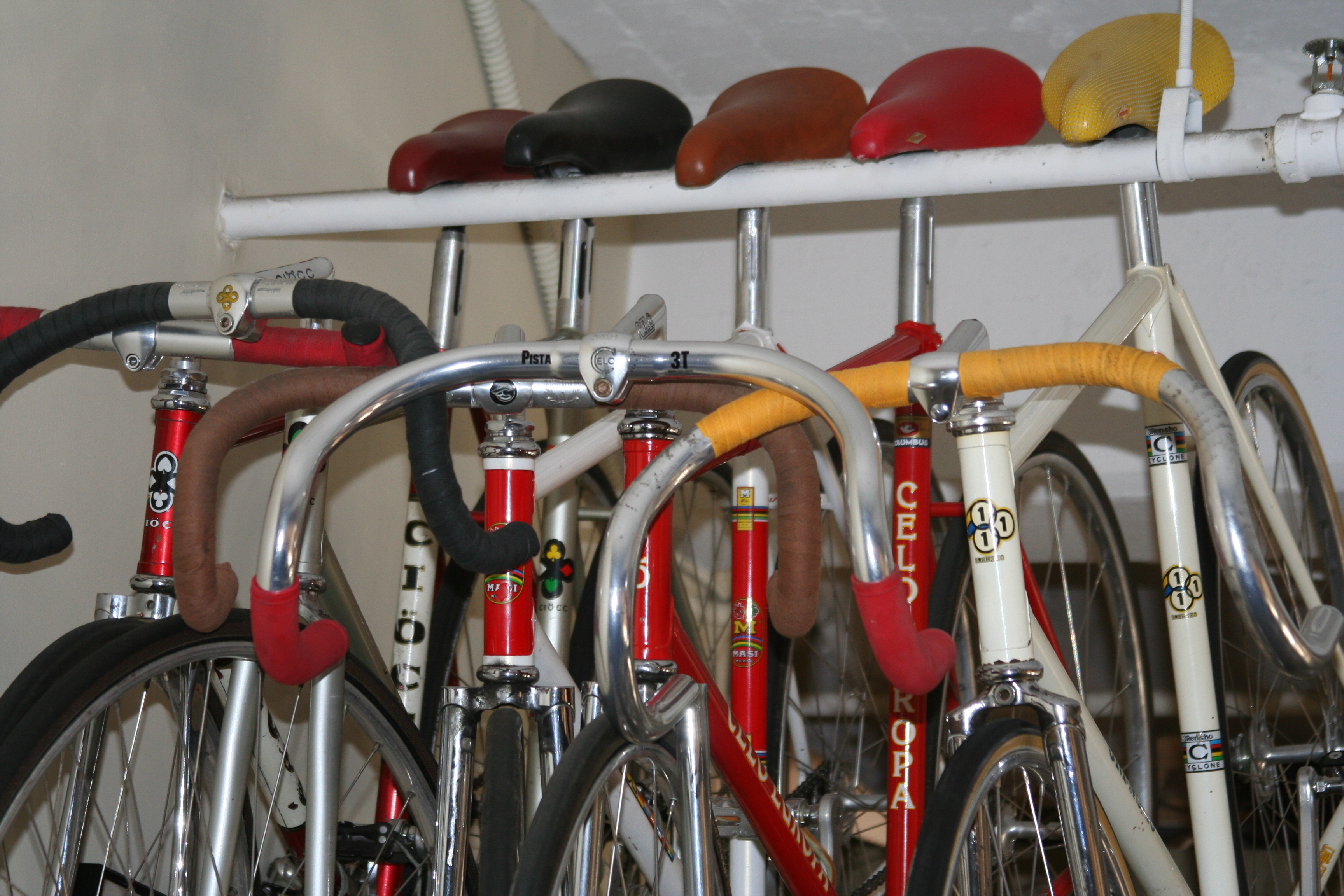
Rennräder von Ciöcc

Ciöcc wurde 1969 von Giovanni Pelizzoli als kleiner Fahrradhersteller in der Nähe von Bergamo in Norditalien gegründet. Pelizzoli arbeitete seit Anfang der 1970er Jahre als Mechaniker für den Rennstall G.S. ZONCA des italienischen Radprofis und späteren Rahmenbauers Gianni Motta. 1980 verkaufte Pelizzoli die inzwischen zu Ehren seines Großvaters, der zu dieser Zeit verstarb, in Ciöcc umgetaufte Marke. Der Firmenname ist seitdem Nuova Cicli Conti & Ciöcc. Die Marke CIÖCC wurde 1991 Eigentum von Stefano Bonati, Cesare Biondi und Biffi Giuseppe, die die Marke im Sinn der italienischen Rahmenbautradition weiterführten. Heute stellt die Firma weiterhin traditionelle Stahlrahmen her, vertreibt aber auch zugekaufte CFK-Rahmen. Ciöcc produziert etwa 1500 Rahmen pro Jahr, einen Teil davon in Italien, jedoch stammen alle Carbon-Monocoque-Rahmen aus asiatischer Fertigung.
Pelizzoli baute nach dem Verkauf der Marke Ciöcc in einem eigenen Unternehmen weiterhin Rennradrahmen.

## Radsport
Unter anderem das Polnische National-Radrennteam fuhr in den 1970er und 1980er Jahren auf Ciöcc-Rädern. Claudio Corti gewann 1977  die Weltmeisterschaft in San Cristobal, Venezuela mit einem Ciöcc. Auf einem Rad der Marke wurde ebenfalls der zweite Platz bei der Olympiade 1980 in Moskau erzielt und ein weiterer zweiter Platz beim Rennen Warschau-Prag-Berlin.
In den 1980er Jahren wurden die Profi-Teams Santini Conti Krups, Italbonifica Navigare und andere mit Ciöcc-Fahrrädern ausgestattet. Weiterhin wurden Rennräder von CIÖCC gelabelt, wie z. B. die Rennräder von Concorde welche das Profiteam von PDM-Concorde ausgestattet haben.